# حركة الإصلاح الوطني
حركة الإصلاح الوطني هو حزب سياسي في جزائري.

## النشأة
```
حركة الإصلاح الوطني، حزب سياسي جزائري وطني بمرجعية إسلامية، يسعى إلى تعزيز الدولة الجزائرية، جمهورية قوية ومتقدمة، تكرّس الحق والقانون والحريات في إطار تجسيد المشروع الوطني، وفق الملمح الوارد في بيان الفاتح من نوفمبر 1954 ( بيان اندلاع الثورة التحريرة المظفرة ) ، الذي نص على «بناء دولة جزائرية جمهورية ديمقراطية اجتماعية في إطارالمبادئ الإسلامية» و تستفيد الحركة من التجارب الإنسانية الناحجة فيما لا يتعارض مع الموروث الحضاري للشعب الجزائر.
```

تأسست حركة الإصلاح الوطني في 14 يناير 1999 من طرف مجموعة من الإطارات بالجزائر العاصمة ونظمت تجمعها التأسيسي بقاعة ابن خلدون بالجزائر العاصمة في 29 جوان 1999.
تحصلت على الإعتمادفي 17 أكتوبر 1999 تحت رقم 03/99 ،
عقدت الحركة مؤتمرها الأول في 01 مارس 2007 بالحراش بالجزائر العاصمة،
عقدت مؤتمرها الثاني في 02 مارس 2013 بسيدي فرج بالجزائر العاصمة،
و عقدت مؤتمرها الوطني الثالث في 26 نوفمبر 2016 بنادي المجاهد ببورسعيد بالجزائر العاصمة الذي انتخب القيادة الحالية ممثلة في الاستاذ فيلالي غويني رئيس حركة الإصلاح الوطني،
تعقد الحركة مؤتمرا وطنيا مرة كل خمس سنوات، وتعتمد مقاربة سياسية تهدف إلى بناء توافق وطني جزائري كبير تحتضنه وتدعمه قاعدة شعبية واسعة .

## التوجهات الفكرية
حركة الإصلاح الوطني حزب ذو توجهات وطنية إسلامية. يتبنى العمل السياسي المؤسساتي، يسعى إلى استكمال تحقيق أهداف بيان الفاتح من نوفمبـر 1954، ويستمـد توجهاتـه من الموروث الحضـاري والثقافـي للشـعب الجـزائري ويستفيد من التجارب الناجحة في إطار احترام أحكام الدستور وقوانين البلاد.

## الحركة والانتخابات
أصبحت الحركة بقيادة الأستاذ فيلالي غويني منذ تاريغ 29 ماي 2015 ، تاريخ انتخابه من طرف مجلس الشورى الوطني للحركة، حيث قادالحركة كأمين عام حينها، إلى غاية تنظيم المؤتمر الوطني الثالث في 26 نوفمبر 2016 أين تم انتخابه رئيسا للحركة باجماع المؤتمرين.
تشارك الحركة في جميع الاستحقاقات الانتخابية الوطنية، وتعمل على توسيع تواجدها على مستوى البرلمان الجزائري وعموم المجالس البلدية والولائية ( المجالس المحلية ) .وتحرص قيادة الحركة على ترشيح الكوادر الشابة والكفاءات على رؤوس قوائمها، حيث تعد عددا محترما من المحامين والأطباء والأساتذة ومن مختلف الإطارات الجزائرية وتولي الحركة مكانة محترمة للعنصر النسوي، حيث تتواجد المرأة في مختلف هياكل الحركة القيادية والقاعدية .
الحركة من أوائل الأحزاب مشاركة في الانتخابات وإعدادا لقوائمها.